# Редвотер (Мисисипи)
Редвотер (енгл. Redwater) насељено је место без административног статуса у америчкој савезној држави Мисисипи.

## Демографија
По попису из 2010. године број становника је 633, што је 224 (54,8%) становника више него 2000. године.
| Група             | 2000.      | 2010.       |
| Белци             | 39 (9,5%)  | 43 (6,8%)   |
| Афроамериканци    | 51 (12,5%) | 105 (16,6%) |
| Азијати           | 0 (0,0%)   | 1 (0,2%)    |
| Хиспаноамериканци | 5 (1,2%)   | 20 (3,2%)   |
| Укупно            | 409        | 633         |